# Lilburn Boggs
Lilburn Williams Boggs, född 14 december 1796 i Lexington, Kentucky, död 19 mars 1860 i Napa County, Kalifornien, var en amerikansk politiker (demokrat). Han var Missouris viceguvernör 1832–1836 och guvernör 1836–1840. Han är känd för att ha utfärdat utrotningsordern av mormoner år 1838.
Boggs var verksam inom bankbranschen och handeln i Missouri. Han blev 1826 invald i Missouris representanthus.
Boggs efterträdde 1832 Daniel Dunklin som Missouris viceguvernör och efterträddes 1836 av Franklin Cannon. År 1836 efterträdde Boggs sedan Dunklin som guvernör och efterträddes 1840 av Thomas Reynolds. Mormonkriget bröt ut i Missouri under Boggs tid som guvernör. Han gav 1838 order om utvisningen av alla mormoner ur Missouri. I ordern ingick att de som inte lämnade delstaten frivilligt fick dödas.
Boggs var ledamot av Kaliforniens lagstiftande församling 1852–1853. År 1860 avled han i Kalifornien och gravsattes på Tulocay Cemetery i Napa.